# Caucus van Nevada 2012
De caucus van Nevada in 2012 was een voorverkiezing in de aanloop naar de Amerikaanse presidentsverkiezingen van 2012. De Democraten hielden hun caucus op 21 januari, en de Republikeinen op 4 februari. In 2008 won Romney de Republikeinse caucus, en had de Democratische caucus geen concrete winnaar.

## Democratische caucus
Aangezien president Barack Obama de enige kandidaat was die kans maakt, was de caucus enkel voor organisatorische redenen en het verkrijgen van steun voor Obama. Ongeveer 13.000 Democraten brachten hun stem uit, in vergelijking met de 116.000 stemmers in 2008. De caucus in Nevada houdt het kiezen van gedelegeerden voor de staatsconventie in. De staat heeft een aantal gedelegeerden, en elke kiezer kan zich kandidaat stellen als gedelegeerde voor de staatsconventie, die plaats zal vinden op 9 juni, in Las Vegas.

## Republikeinse caucus

Resultaten van de Republikeinse caucus per county:
Mitt Romney
Ron Paul
Newt Gingrich

De caucus in Nevada werd overtuigend gewonnen door Mitt Romney. In totaal hadden 400.310 geregistreerd Republikeinen gestemd voor het verdelen van 28 gedelegeerden.
Oorspronkelijk was de caucus gepland op 18 februari, terwijl de caucus in 2008 veel eerder werd gehouden. Op 29 september 2011 werd het schema volledig omgegooid, nadat de Republikeinse Partij van Florida had besloten haar eigen primary te verschuiven naar 31 januari, in een poging om meer aandacht te scheppen voor deze primary in Florida voor het publiek en de kandidaten. Als reactie hierop besloot de Republican National Committee het aantal gedelegeerden namens de staat Florida te halveren naar 50 gedelegeerden. De Republikeinse Partijen van Nevada, Iowa, New Hampshire en South Carolina wilden daarom hun caucus verplaatsen naar begin januari. Alle partijen behalve die van Nevada besloten hun caucuses in januari te organiseren; in Nevada zou de caucus daarentegen op 4 februari plaatsvinden.
| Mitt Romney   | 16.486   | 50,02%   | 14 | 14 | 14 |
| Newt Gingrich | 6.956    | 21,10%   | 6  | 6  | 6  |
| Ron Paul      | 6.175    | 18,73%   | 5  | 5  | 5  |
| Rick Santorum | 3.277    | 9,94%    | 3  | 3  | 3  |
| Geen          | 67       | 0,20%    | 0  | 0  | 0  |
| Overige:      | Overige: | Overige: | 0  | 0  | 0  |
| Totaal:       | 32.961   | 100%     | 28 | 28 | 28 |